# FFH-Gebiet Moorweiher bei Rastorf

Das FFH-Gebiet Moorweiher bei Rastorf ist ein NATURA 2000-Schutzgebiet in Schleswig-Holstein im Kreis Plön in der Gemeinde Rastorf. Es liegt im Naturraum  „Probstei und Selenter See-Gebiet“ (Landschafts-ID 70203), in der Haupteinheit Ostholsteinisches Hügelland. Diese ist wiederum Teil der Naturräumlichen Großregion 2. Ordnung Schleswig-Holsteinisches Hügelland. Das Bundesamt für Naturschutz (BfN) rechnet das FFH-Gebiet in seinem Landschaftssteckbrief zur Landschaft Probstei. Es hat eine Größe von 55 Hektar.

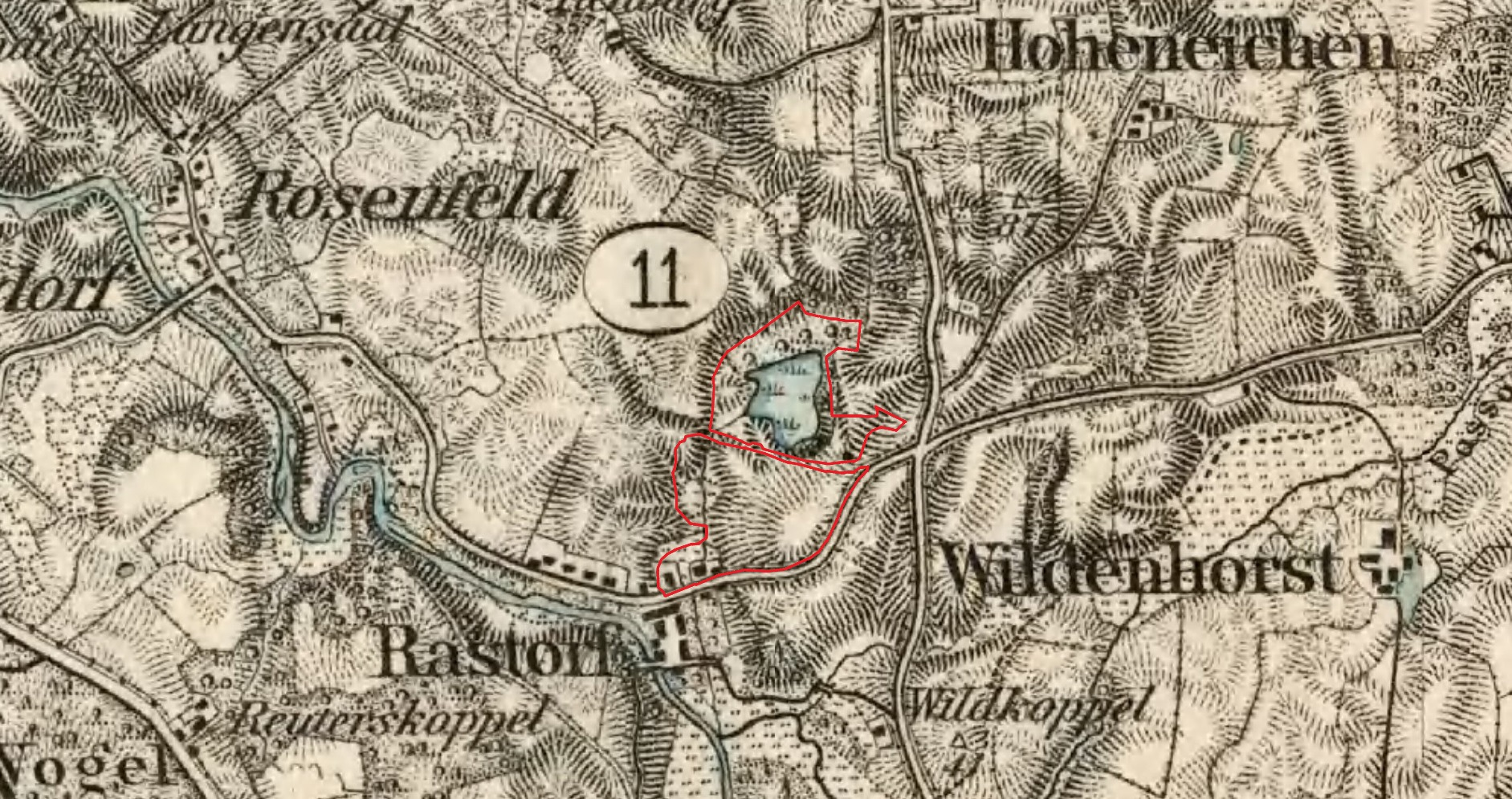
Bild 1ː Moorweiher bei Rastorf um 1893, rot umrandet das heutige FFH-Gebiet Moorweiher bei Rastorf

Die größte Ausdehnung des FFH-Gebietes liegt mit 1,3 Kilometer in Nordostrichtung. Es reicht vom Gut Rastorf an der Straße Lange Reihe im Süden bis zum Nordrand der Kiesgrube in Rastorf westlich der Kreisstraße 31. Das FFH-Gebiet wird von Ost nach West durch die Bundesstraße 202 (B 202) durchquert. Die höchste Erhebung des FFH-Gebietes liegt mit 45 Meter über Normalhöhennull (NHN) an der Nordspitze, der niedrigste Punkt ist der Wasserspiegel des Moorweihers nördlich der Straße Lange Reihe gegenüber den Wirtschaftsgebäuden des Gutes Rastorf mit 23 Meter über NHN, siehe Karte 1.
Das FFH-Gebiet besteht laut NATURA 2000-Standard-Datenbogen (SDB) vom Mai 2017 zu einem Zehntel aus der FFH-Lebensraumklasse Binnengewässer, siehe Diagramm 1. Dabei handelt es sich im Wesentlichen um zwei Moorweiher, die beide durch das Fließgewässer 1.8 durchquert werden, welches schließlich nach der Passage des Gutshofs Rastorf in die Schwentine mündet.

## FFH-Gebietsgeschichte und Naturschutzumgebung
Der NATURA 2000-Standard-Datenbogen (SDB) für dieses FFH-Gebiet wurde im Februar 2006 vom Landesamt für Landwirtschaft, Umwelt und ländliche Räume (LLUR) des Landes Schleswig-Holstein erstellt, im September 2004 als Gebiet von gemeinschaftlicher Bedeutung (GGB) vorgeschlagen, im November 2007 von der EU als GGB bestätigt und im Januar 2010 national nach § 32 Absatz 2 bis 4 BNatSchG in Verbindung mit § 23 LNatSchG als besonderes Erhaltungsgebiet (BEG) bestätigt. Der SDB wurde zuletzt im Mai 2017 aktualisiert. Der Managementplan wurde im Dezember 2013 veröffentlicht.
Das FFH-Gebiet Moorweiher bei Rastorf liegt nur 65 Meter östlich des FFH-Gebietes Untere Schwentine. Der südlich der Bundesstraße 202 liegende Teil des FFH-Gebietes ist Teil des Landschaftsschutzgebietes „Schwentinetal im Kreis Plön im Verlauf vom Stadtgebiet Preetz bis an die Stadtgrenze von Kiel“. Das FFH-Gebiet ist Teil des Schwerpunktbereich 261 des landesweiten Biotopverbundsystems.
Das FFH-Gebiet ist von mehreren Kiesabbaugebieten umgeben, die zum Teil noch in Betrieb sind. Der nördliche Moorsee ist ein Relikt der letzten Eiszeit (Weichsel-Kaltzeit). Der heutige südliche Moorsee ist erst im zwanzigsten Jahrhundert künstlich aufgestaut worden. Auf der Karte des Deutschen Reiches von 1893 sind an dieser Stelle noch Gebäude eingezeichnet, siehe Bild 1.   
Mit der Gebietsbetreuung des FFH-Gebietes Moorweiher bei Rastorf wurde nach § 20 LNatSchG durch das LLUR noch keine Institution beauftragt.

## FFH-Erhaltungsgegenstand
Laut Standard-Datenbogen vom Mai 2017 sind folgende FFH-Lebensraumtypen (LRT) und Arten als FFH-Erhaltungsgegenstände mit den entsprechenden Beurteilungen zum Erhaltungszustand der Umweltbehörde der Europäischen Union gemeldet worden (Gebräuchliche Kurzbezeichnung (BfN)):
FFH-Lebensraumtypen nach Anhang I der EU-Richtlinie:
- 7140 Übergangs- und Schwingrasenmoore (Gesamtbeurteilung B)[13]
- 9130 Waldmeister-Buchenwälder (Gesamtbeurteilung C)[14]
- 91D0* Moorwälder (Gesamtbeurteilung B)[15]

Die beiden Seen, die dem FFH-Gebiet ihren Namen geben, sind in der aktuellen Biotopkartierung dem FFH-Lebensraumtyp 3150 Natürliche und naturnahe nährstoffreiche Stillgewässer mit Laichkraut oder Froschbiss-Gesellschaften zugeordnet. Dieser wurden allerdings nicht als FFH-Erhaltungsgegenstand in den SDB vom Mai 2017 aufgenommen.
Im Sommer 2016 wurde eine Biotopkartierung der FFH-Lebensraum- und Biotoptypen im FFH-Gebiet durchgeführt, siehe Tabelle 1. Gut zwei Drittel der Gebietsfläche ist keinem der beiden Schutzstati zugeordnet, siehe Diagramm 3. 
| Biotopnummer   | FFH-LRT und Biotoptyp | Fläche [ha] | Kartierungsdatum | Lage                         |
| -------------- | --- | ----------- | ---------------- | ---------------------------- |
| 325846014-0406 | 91E0* Erlen-Eschen- und Weichholzauenwälder, WQe Naturnaher Quellwald                                                                  | 18144       | 06.07.2016       | 54° 16′ 32″ N, 10° 17′ 31″ O |
| 325846014-0441 | 3150 Natürliche und naturnahe nährstoffreiche Stillgewässer mit Laichkraut oder Froschbiss-Gesellschaften, FSe Eutrophes Stillgewässer | 898         | 27.06.2016       | 54° 16′ 46″ N, 10° 17′ 49″ O |
| 325846014-0443 | 3150 Natürliche und naturnahe nährstoffreiche Stillgewässer mit Laichkraut oder Froschbiss-Gesellschaften, FSe Eutrophes Stillgewässer | 10252       | 27.06.2016       | 54° 11′ 33″ N, 10° 17′ 36″ O |
| 325826014-0498 | 3150 Natürliche und naturnahe nährstoffreiche Stillgewässer mit Laichkraut oder Froschbiss-Gesellschaften, FSe Eutrophes Stillgewässer | 20020       | 01.07.2015       | 54° 16′ 24″ N, 10° 17′ 24″ O |
| 325846014-0451 | 6510 Magere Flachland-Mähwiesen, TRm Naturnaher Kalktrockenrasen                                                                       | 8458        | 08.08.2016       | 54° 16′ 41″ N, 10° 18′ 2″ O  |
| 325846014-0403 | 9130 Waldmeister-Buchenwälder, WMm Flattergras-Buchenwald                                                                              | 3874        | 06.17.2016       | 54° 16′ 39″ N, 10° 17′ 27″ O |
| 325846014-0439 | 9130 Waldmeister-Buchenwälder, WMm Flattergras-Buchenwald                                                                              | 6548        | 27.06.2016       | 54° 16′ 44″ N, 10° 17′ 54″ O |
| 325846014-0445 | FKy Sonstiges Kleingewässer | 156         | 08.08.2016       | 54° 16′ 40″ N, 10° 17′ 28″ O |
| 325846014-0446 | FSy Sonstiges Stillgewässer | 463         | 08.08.2016       | 54° 16′ 33″ N, 10° 17′ 50″ O |
| 325846014-0447 | FSy Sonstiges Stillgewässer | 1338        | 08.08.2016       | 54° 16′ 30″ N, 10° 17′ 53″ O |
| 325846014-0442 | NRs Schilf-, Rohrkolben-, Teichsimsen-Röhricht, NSs Großseggenried                                                                     | 31154       | 27.06.2016       | 54° 16′ 43″ N, 10° 17′ 46″ O |
| 325846014-0452 | RHt Staudenfluren trockener Standorte, XHs Artenreicher Steilhang im Binnenland                                                        | 3374        | 08.08.2016       | 54° 16′ 40″ N, 10° 18′ 3″ O  |
| 325846014-0438 | MBb Birken-Bruchwald, MBe Birken-Bruchwald                                                                                             | 56012       | 27.06.2016       | 54° 16′ 50″ N, 10° 17′ 51″ O |
| 325846014-0444 | WBw Weiden-Bruchwald | 708         | 27.06.2016       | 54° 16′ 28″ N, 10° 17′ 29″ O |
| 325846014-0437 | WMm Flattergras-Buchenwald, XHb Bachschlucht                                                                                           | 3553        | 27.06.2016       | 54° 16′ 53″ N, 10° 17′ 51″ O |
| 325846014-0440 | WMy Sonstiger Laubwald auf reichen Böden, HXs Artenreicher Steilhang im Binnenland                                                     | 2166        | 27.06.2016       | 54° 16′ 38″ N, 10° 17′ 46″ O |

## FFH-Erhaltungsziele
Aus den oben aufgeführten FFH-Erhaltungsgegenständen werden als FFH-Erhaltungsziele von besonderer Bedeutung die Erhaltung folgender Lebensraumtypen und Arten im FFH-Gebiet vom Ministerium für Energiewende, Landwirtschaft, Umwelt und ländliche Räume des Landes Schleswig-Holstein erklärt:
- 7140 Übergangs- und Schwingrasenmoore
- 91D0* Moorwälder

Aus den oben aufgeführten FFH-Erhaltungsgegenständen werden als FFH-Erhaltungsziele von Bedeutung die Erhaltung folgender Lebensraumtypen und Arten im FFH-Gebiet vom Ministerium für Energiewende, Landwirtschaft, Umwelt und ländliche Räume des Landes Schleswig-Holstein erklärt:
- 9130 Waldmeister-Buchenwälder

Damit sind alle FFH-Erhaltungsgegenstände als FFH-Erhaltungsziele übernommen worden.

## FFH-Analyse und Bewertung
Das Kapitel FFH-Analyse und Bewertung im Managementplan beschäftigt sich unter anderem mit den aktuellen Gegebenheiten des FFH-Gebietes und den Hindernissen bei der Erhaltung und Weiterentwicklung der FFH-Lebensraumtypen und Arten. Die Ergebnisse fließen in den FFH-Maßnahmenkatalog ein.
Die im FFH-Gebiet ausgewiesenen FFH-LRT-Flächen haben fast ausschließlich eine gute Gesamtbewertung im SDB erhalten, siehe Diagramm 4. Hierbei handelt es sich um die FFH-Lebensraumtypen 7140 Übergangs- und Schwingrasenmoore und 91D0* Moorwälder. Der FFH-Lebensraumtyp 9130 Waldmeister-Buchenwälder hat im FFH-Gebiet einen unbefriedigenden Gesamt- und Erhaltungszustand zuerkannt bekommen. Die Flächen mit den beiden Waldlebensraumtypen stehen unter Vertragsnaturschutz nach dem Vertragsmuster „Vertragsnaturschutz im Wald“. Die Flächen mit den FFH-Lebensraumtypen 3140 Nährstoffarme bis mäßig nährstoffreiche kalkhaltige Stillgewässer mit Armleuchteralgen und 7140 Übergangs- und Schwingrasenmoore werden nach den Regeln des Vertragsnaturschutzes „Weidewirtschaft Moor ohne Düngung“ bewirtschaftet. Das FFH-Gebiet befindet sich fast vollständig im Besitz des Gutes Rastorf.

## FFH-Maßnahmenkatalog
Der FFH-Maßnahmenkatalog im Managementplan führt neben den bereits durchgeführten Maßnahmen geplante Maßnahmen zur Erhaltung und Entwicklung der FFH-Lebensraumtypen im FFH-Gebiet an. Die Maßnahmen sind zudem in einer Maßnahmenkarte und in sechs Maßnahmenblättern zur Projektverfolgung tabellarisch erfasst.
Schwerpunkte der Maßnahmenː
- Aufrechterhaltung der Beweidung der Grünlandflächen zur Offenhaltung des Gebietes und Einhegung der Verbuschung
- Waldumbau zu Laubwald mit heimischen Gehölzen. Entnahme von nicht heimischen Baumarten bei Hiebsreife
- Erhöhung des Totholzanteils und der Zahl an Habitatbäumen
- Schrittweise Erhöhung des Wasserstandes im Teilgebiet nördlich der B 202

## FFH-Erfolgskontrolle und Monitoring der Maßnahmen
Eine FFH-Erfolgskontrolle und Monitoring der Maßnahmen findet in Schleswig-Holstein alle 6 Jahre statt. Die Ergebnisse des letzten Monitorings wurden am 22. März 2010 veröffentlicht.